# Tempérament (droit)
Pour les articles homonymes, voir Tempérament.
En droit, le tempérament est un terme juridique ayant plusieurs définitions distinctes.
En premier lieu, le terme tempérament peut désigner la limitation, l'atténuation ou l'assouplissement d'une loi ou d'une norme. C'est une interprétation moins stricte d'une disposition légale généralement inapplicable dans la pratique à cause de sa rigueur et de son inflexibilité. On dit que la disposition est tempérée. 
En deuxième lieu, le tempérament est le fait qu'un acte juridique ne sera pleinement valable qu'à la fin d'une période appelée terme ou condition. On trouve ainsi la vente à tempérament, qui est une variété de vente à crédit dans laquelle le paiement du prix est fractionné en plusieurs versements échelonnés sur une certaine durée, avec éventuellement une clause de réserve de propriété (cf. article L. 311-2 et suivants du code de la consommation).